# Elecciones municipales de 2011 en Madrid
Las elecciones municipales de 2011 se celebraron en Madrid el domingo 22 de mayo, de acuerdo con el Real Decreto de convocatoria de elecciones locales en España dispuesto el 28 de marzo de 2011 y publicado en el Boletín Oficial del Estado el día 29 de marzo. Se eligieron los 57 concejales del pleno del Ayuntamiento de Madrid mediante un sistema proporcional (método d'Hondt) con listas cerradas y un umbral electoral del 5 %.

## Resultados
El Partido Popular, cuya candidatura estaba encabezada por el alcalde Alberto Ruiz-Gallardón, que repitió como cabeza de lista, revalidó la mayoría absoluta (obtuvo 31 concejales con un mínimo para la mayoría absoluta de 29) aunque obtuvo menos votos que en los anteriores comicios de 2007. La candidatura del Partido Socialista Obrero Español, encabezada por Jaime Lissavetzky, empeoró también sus resultados de 2007, obteniendo 15 concejales. Las otras dos candidaturas que consiguieron representantes en el pleno municipal fueron Izquierda Unida-Los Verdes (liderada por Ángel Pérez) y Unión Progreso y Democracia (liderada por David Ortega), con 6 y 5 concejales, respectivamente; IU-LV mejoró sus resultados de 2007, mientras que UPyD participaba por primera vez en unas elecciones municipales. Los resultados completos se detallan a continuación:
| Candidatura                                           | Candidatura                                            | Votos     | %                               | Concejales                      |
| ----------------------------------------------------- | ------------------------------------------------------ | --------- | ------------------------------- | ------------------------------- |
|                                                       | Partido Popular (PP)                                   | 756 952   | 49,69                           | 31                              |
|                                                       | Partido Socialista Obrero Español (PSOE)               | 364 600   | 23,93                           | 15                              |
|                                                       | Izquierda Unida Comunidad de Madrid-Los Verdes (IU-LV) | 163 706   | 10,75                           | 6                               |
|                                                       | Unión Progreso y Democracia (UPyD)                     | 119 601   | 7,85                            | 5                               |
| Ecolo Verdes (ECOLO)                                  | Ecolo Verdes (ECOLO)                                   | 13 425    | 0,88                            | 0                               |
| Ciudadanos en Blanco (CENB)                           | Ciudadanos en Blanco (CENB)                            | 10 795    | 0,71                            | 0                               |
| Partido Antitaurino Contra el Maltrato Animal (PACMA) | Partido Antitaurino Contra el Maltrato Animal (PACMA)  | 7071      | 0,46                            | 0                               |
| Por un Mundo Más Justo (PUM+J)                        | Por un Mundo Más Justo (PUM+J)                         | 6456      | 0,42                            | 0                               |
| Alternativa Española (AES)                            | Alternativa Española (AES)                             | 4764      | 0,31                            | 0                               |
| Partido Pirata (PIRATA)                               | Partido Pirata (PIRATA)                                | 4631      | 0,30                            | 0                               |
| Regeneración (REG)                                    | Regeneración (REG)                                     | 4100      | 0,27                            | 0                               |
| Partido de Fumadores Españoles (PARFE)                | Partido de Fumadores Españoles (PARFE)                 | 3031      | 0,20                            | 0                               |
| Ciudadanos-Partido de la Ciudadanía (Cs)              | Ciudadanos-Partido de la Ciudadanía (Cs)               | 2866      | 0,19                            | 0                               |
| La Falange (FE)                                       | La Falange (FE)                                        | 2608      | 0,17                            | 0                               |
| Familia y Vida (PFV)                                  | Familia y Vida (PFV)                                   | 2381      | 0,16                            | 0                               |
| Partido Comunista de los Pueblos de España (PCPE)     | Partido Comunista de los Pueblos de España (PCPE)      | 2119      | 0,14                            | 0                               |
| Partido Humanista (PH)                                | Partido Humanista (PH)                                 | 2047      | 0,13                            | 0                               |
| Falange Española de las JONS (FE de las JONS)         | Falange Española de las JONS (FE de las JONS)          | 2026      | 0,13                            | 0                               |
| Partido de los Mayores y Autónomos (PDMA)             | Partido de los Mayores y Autónomos (PDMA)              | 1671      | 0,11                            | 0                               |
| Unión por Leganés (ULEG)                              | Unión por Leganés (ULEG)                               | 1015      | 0,07                            | 0                               |
| Partido Obrero Socialista Internacionalista (POSI)    | Partido Obrero Socialista Internacionalista (POSI)     | 999       | 0,07                            | 0                               |
| Falange Auténtica (FA)                                | Falange Auténtica (FA)                                 | 912       | 0,06                            | 0                               |
| Foro Centro y Democracia (CYD)                        | Foro Centro y Democracia (CYD)                         | 891       | 0,06                            | 0                               |
| Partido Castellano (PCAS)                             | Partido Castellano (PCAS)                              | 888       | 0,06                            | 0                               |
| Unificación Comunista de España (UCE)                 | Unificación Comunista de España (UCE)                  | 527       | 0,03                            | 0                               |
| Votos en blanco                                       | Votos en blanco                                        | 43 292    | 2,84                            | n/a                             |
| Votos válidos                                         | Votos válidos                                          | 1 523 374 | 100,00                          | 57                              |
| Votos nulos                                           | Votos nulos                                            | 28 239    | Participación: \| \| 67,22 % \| | Participación: \| \| 67,22 % \| |
| Votantes                                              | Votantes                                               | 1 551 613 | Participación: \| \| 67,22 % \| | Participación: \| \| 67,22 % \| |
| Electores                                             | Electores                                              | 2 308 360 | Participación: \| \| 67,22 % \| | Participación: \| \| 67,22 % \| |
|                                                       | 67,22 %                                                |           |                                 |                                 |

## Concejales electos
Relación de concejales proclamados electos:
| N.ª | Nombre                               | Lista | Lista |
| --- | ------------------------------------ | ----- | ----- |
| 1   | Alberto Ruiz-Gallardón Jiménez       |       | PP    |
| 2   | Ana María Botella Serrano            |       | PP    |
| 3   | Jaime José Lissavetzky Díez          |       | PSOE  |
| 4   | Manuel Cobo Vega                     |       | PP    |
| 5   | María Concepción Dancausa Treviño    |       | PP    |
| 6   | Ruth Porta Cantoni                   |       | PSOE  |
| 7   | Ángel Pérez Martínez                 |       | IU-LV |
| 8   | Eva Durán Ramos                      |       | PP    |
| 9   | Fernando Martínez Vidal              |       | PP    |
| 10  | Diego Cruz Torrijos                  |       | PSOE  |
| 11  | David Ortega Gutiérrez               |       | UPyD  |
| 12  | María Pilar Martínez López           |       | PP    |
| 13  | Pedro Luis Calvo Poch                |       | PP    |
| 14  | Noelia Martínez Espinosa             |       | PSOE  |
| 15  | María de la Paz González García      |       | PP    |
| 16  | Milagros Hernández Calvo             |       | IU-LV |
| 17  | Miguel Ángel Villanueva González     |       | PP    |
| 18  | Francisco Cabaco López               |       | PSOE  |
| 19  | Juan Bravo Rivera                    |       | PP    |
| 20  | Carlos Izquierdo Torres              |       | PP    |
| 21  | Ana Rosario de Sande Guillén         |       | PSOE  |
| 22  | María Cristina Chamorro Muñoz        |       | UPyD  |
| 23  | Patricia Lázaro Martínez de Morentín |       | PP    |
| 24  | Ángel Lara Martín de Bernardo        |       | IU-LV |
| 25  | María Isabel Martínez Cubells Yraola |       | PP    |
| 26  | Pedro Pablo García Rojo Garrido      |       | PSOE  |
| 27  | María Elena Sánchez Gallar           |       | PP    |
| 28  | Ángel Garrido García                 |       | PP    |
| 29  | Marcos Sanz Agüero                   |       | PSOE  |
| 30  | José Manuel Berzal Andrade           |       | PP    |
| 31  | Ana María Román Martín               |       | PP    |
| 32  | Jorge García Castaño                 |       | IU-LV |
| 33  | Ana García D’Atri                    |       | PSOE  |
| 34  | Jaime María de Berenguer de Santiago |       | UPyD  |
| 35  | Elena González Moñux                 |       | PP    |
| 36  | María Josefa Aguado del Olmo         |       | PP    |
| 37  | Pedro Javier González Zerolo         |       | PSOE  |
| 38  | Luis Asúa Brunt                      |       | PP    |
| 39  | Paloma García Romero                 |       | PP    |
| 40  | María Carmen Sánchez Carazo          |       | PSOE  |
| 41  | Jesús Moreno Sánchez                 |       | PP    |
| 42  | María del Prado de la Mata Riesco    |       | IU-LV |
| 43  | Carmen Torralba González             |       | PP    |
| 44  | Gabriel Calles Hernansanz            |       | PSOE  |
| 45  | Joaquín María Martínez Navarro       |       | PP    |
| 46  | Patricia García López                |       | UPyD  |
| 47  | María Begoña Larraínzar Zaballa      |       | PP    |
| 48  | Alberto Mateo Otero                  |       | PSOE  |
| 49  | Luis Miguel Boto Martínez            |       | PP    |
| 50  | Raquel López Contreras               |       | IU-LV |
| 51  | Álvaro Ballarín Valcárcel            |       | PP    |
| 52  | María Dolores Navarro Ruiz           |       | PP    |
| 53  | María Luisa de Ybarra Bernardo       |       | PSOE  |
| 54  | David Erguido Cano                   |       | PP    |
| 55  | José Enrique Núñez Guijarro          |       | PP    |
| 56  | Luis Llorente Olivares               |       | PSOE  |
| 57  | Luis Mariano Palacios Pérez          |       | UPyD  |

## Investidura del alcalde
En la sesión de investidura celebrada el 11 de junio de 2011 en la Casa de la Villa de Madrid, Alberto Ruiz-Gallardón, del PP, fue reelegido alcalde de Madrid con una mayoría absoluta de los votos de los concejales (31), por 15 votos de Jaime Lissavetzky (PSOE), 6 de Ángel Pérez (IU) y 5 de David Ortega (UPyD).